# Синя волошка (повість)
«Си́ня Воло́шка» — повість Бориса Антоненка-Давидовича, написана 1924 року.
«Синя Волошка» відтворює драматичний епізод з доби денікінської навали на Україну. Денікінська контррозвідка, що безоглядно нищила будь-які прояви українського національного життя, заарештувала студентів, учасників антиденікінського підпілля, а з ними важливі папери. Їхні колеги доручають зовсім юній дівчині (Синій Волошці), у яку закоханий ліричний герой, піти до ротмістра Воронова, чиєю слабкістю є жінки, віддатися йому і викрасти папери. Попри терзання ліричного героя, доручення виконане, але воно виявилося понад міру — Синя Волошка отруїлася.
Повість написана в орнаментальній манері, що спричинилася до того, що Валеріян Підмогильний назвав твір «ефектною річчю». Згодом автор осуджував цю манеру письма як штучну.